# Five Nights at Freddy's (computerspel)
Five Nights at Freddy's is een indie-computerspel, ontwikkeld door Scott Cawthon. In het spel moet de speler zich ‘s nachts als bewaker van een pizzarestaurant verdedigen tegen animatronics.

## Gameplay
De speler bevindt zich in een kantoor waar deze van middernacht tot 6 uur 's morgens moet zitten. 1 uur is in-game 90 seconden. Men moet in deze periode zien te overleven terwijl de robots door het restaurant lopen. De speler heeft maar een beperkte hoeveelheid elektriciteit die hij kan gebruiken om door de camera's te kijken om te zien waar de robots zich bevinden, om lichten in de gang aan te doen om te kijken of er een robot voor het raam staat of om de deuren te sluiten als er een robot voor het kantoor staat. Als de speler wordt gevonden door een robot, zal deze hem aanzien als een robot zonder zijn kostuum. Hierna zal de robot proberen de speler in een kostuum te proppen dat gevuld is met draden, tandwielen en stekels en de speler hierbij doden. 

## Plot/verhaal
De speler speelt als Mike Schmidt, de nieuwe nachtwaker in het restaurant. Een voicemailbericht dat is achtergelaten door zijn voorganger (Phone Guy) vertelt dat de robots vrij rondlopen en 's nachts 'ietwat eigenzinnig' worden. Uitgeknipte krantenstukjes op de muur vertellen over vijf kinderen die ooit naar een achterkamer zijn gelokt tijdens een kinderfeest door iemand in een kostuum van een konijnengast genaamd Spring Bonnie. De dader is nooit gearresteerd en de kinderen zijn nooit teruggevonden.
De speler wordt door vijf verschillende spelfiguren aangevallen:
- Freddy (Gabriel)
- Bonnie (Jeremy)
- Chica (Susie)
- Foxy (Fritz)
- Golden Freddy (Cassidy)[1]

Elk van deze spelfiguren heeft zijn eigen manier van aanvallen. Bonnie komt altijd via de linkerkant en is het meest actief van de robots. Hij is meestal al actief vanaf nacht twee. Chica komt altijd via de rechterkant en zij is al actief vanaf nacht één. Freddy verbergt zich voor de camera en komt van rechts (tenzij de stroom uitvalt, dan komt hij van links). Foxy wacht achter een gordijn op een onbewaakt moment om naar de linkerdeur te rennen, hij is het snelst van alle animatronics. Daarnaast is er ook nog Golden Freddy. Deze verschijnt in het kantoor nadat er op CAM 2B een Golden Freddy poster verschijnt. Als de speler te lang naar 'haar' kijkt, crasht de game.

## Vervolgen
Op 11 november 2014 kwam ook een vervolg met nieuwe spelfiguren uit; Five Nights at Freddy's 2. Het restaurant heeft nu dertien animatronics: Mangle, Toy Freddy, Toy Chica, Toy Bonnie, Balloon Boy (ook BB genoemd), de Puppet (ook wel Marionette genoemd), Endoskeleton, JJ (werd meestal Balloon Girl genoemd) en Golden Freddy, Freddy, Bonnie, Foxy en Chica. In dit deel zijn er geen deuren, maar de speler moet zich verdedigen met een masker en een zaklamp.
Op 2 maart 2015 kwam bovendien Five Nights at Freddy's 3 uit, op 23 juli 2015 Five Nights at Freddy's 4, op 19 februari 2016 FNaF World, op 7 oktober 2016 Five Nights at Freddy's: Sister Location, op 4 december 2017 Freddy Fazbear's Pizzeria Simulator, op 27 juni 2018 Ultimate Custom Night, op 28 mei 2019 Five Nights at Freddy's: Help Wanted (eerst VR en daarna een normale versie), op 25 november 2019 Five Nights at Freddy's AR: Special Delivery en op 3 december 2019 Freddy in Space 2.
Op 16 september 2020 kwam de trailer voor Five Nights at Freddy's: Security Breach, bevestigend over dat dit de opvolgende release werd op Help Wanted en is ook verkrijgbaar op de PlayStation 5 die in het voorjaar van 2021 uitkwam. In 2023 kwam een DLC uit voor Security Breach, getiteld Ruin.
In 2023 kreeg Help Wanted een sequel, ook dit spel heeft een VR-mogelijkheid en een normale versie.

## Bugs
- Als Freddy de speler aanvalt nadat ze de monitor hebben neergelegd, verdwijnen de licht-/deurknoppen een fractie van een seconde voordat hij het scherm vult.
- In een van Freddy's jumpscares verschijnt een andere Freddy bij de rechterdeur, met zijn positie vanuit de East Hall Corner.
- Als de speler zowel Freddy als een andere animatronic het kantoor binnenlaat en de speler de monitor een tijdje omhoog houdt, verdwijnen ze soms en verschijnt Freddy op hun plaats wanneer de eerste animatronic aanvalt.
- Als de speler de cameramonitor snel opheft, zal Bonnies schreeuw zich herhalen en wordt zijn kill-animatie verlengd, waardoor een Game Over wordt vertraagd terwijl de speler kan overleven. Deze methode werkt ook met Chica.
- Er is ook een bug waarbij de nachtwaker kan worden aangevallen door Bonnie, maar hij verschijnt niet fysiek en de speler kan alleen zijn schreeuw horen.
- Er is een zeer zeldzame fout waarbij Bonnie de backstage verlaat en naar het showpodium gaat om te deactiveren. Dit kan een bug zijn met de spelcode voor Bonnie.
- Af en toe wordt Foxy's jumpscare-geluidsbyte volledig afgespeeld in plaats van te worden afgesneden. Hetzelfde probleem kan optreden bij Bonnie en bij Freddy wanneer de stroom volledig is afgetapt. Dit gebeurde bij youtuber Markiplier.

## Easter Eggs
- Als de speler het spel opent is er een zeldzame kans om Bonnie te zien zonder ogen.
- De Freddy poster bij de West Hall Corner kan soms veranderen in Freddy dat zijn hoofd probeert eraf te halen
- Er is een zeldzame kans dat Freddy naar de camera staart als hij alleen op het podium is.
- De Rules Of Safety poster bij de East Hall Corner kan veranderen in een krant als hoofdtitel dat er kinderen zijn vermist.
- Er is een kans dat er een hallucinatie plaatsvindt met het hoofd van Bonnie en Freddy met mensenogen.
- De uitspraak IT'S ME verschijnt drie keer in het spel. Als eerst als een hallucinatie in de East Hall en als Foxy de Pirate Cove heeft verlaten.
- Als Bonnie in de backstage is, is er een kans dat Bonnie naar de camera kan staren.
- De endoskeletten en de maskers in de backstage kunnen net zoals Bonnie naar de camera staren.
- De Freddy-poster kan ook Golden Freddy worden.
- De posters van Freddy, Bonnie en Chica in de East Hall kunnen veranderen in posters van drie huilende kinderen. Dat zijn de kinderen vermoord werden en vervolgens in de robots werden gestopt.
- In de backstagecamera kunnen de hoofden van de animatronics naar de speler toe kijken.
- Als je de camera op en neer beweegt, is er soms kans dat de speler een glitch veroorzaakt, waardoor jumpscares veel langer duren dan normaal.

## Trivia
- Het spel zelf is geïnspireerd op het spel Chipper and Son's Lumber Co., ook gemaakt door Scott Cawthon. Veel spelers van het spel hadden kritiek vanwege de graphics, die er volgens hen 'uitzagen als animatronics'. Cawthon gebruikte die kritiek mogelijk om Five Nights at Freddy's te maken
- Toen Cawthon de eerste gameplay-video van Five Nights at Freddy's op zijn kanaal uitbracht, leek de game veel korreliger te zijn. Op het startscherm toonde de video ook een afbeelding van een man met het nummer 1 ernaast, waaruit blijkt dat de speler op een bepaald moment in de ontwikkeling een beperkt leven zou hebben gehad.
- Hoewel er geen specifiek jaar is waarin het spel plaatsvindt, hebben velen aangenomen dat het rond 1993 plaatsvindt, aangezien het salaris aan het einde van het spel overeenkomt met het minimumloon van die tijd.
- In de eerste game wordt in het krantenartikel in de intro-reeks 'pizzeria' verkeerd gespeld als 'pizzaria'.
- Het is mogelijk om het spel in de pc-versie te "pauzeren" door zowel op "CTRL" als "P" te drukken. Dezelfde methode geldt ook voor alle vervolgspellen met een pc-versie.
- Er is een cheatcode voor Five Nights at Freddy's die automatisch een nacht overslaat. Het kan worden geactiveerd door "C", "D" en "+" ingedrukt te houden. Dit is niet mogelijk in de mobiele of consoleversies van de game.
- Dit is de enige game in de serie met een gameplay-trailer.
- Het beruchte ongebruikte beeldscherm van Freddy, Bonnie en Chica die vanuit de Show Stage naar de beveiligingscamera staren. Voor het eerst gezien in de trailer-video van de game, was het volkomen onmogelijk om deze afbeelding in-game te zien, omdat deze zich alleen in de bestanden bevond. De afbeelding werd ook niet gevonden in de MFA-engine van Clickteam Fusions; zelfs niet getoond in eerdere updates voor de game.
- Er was een uniek klikgeluid voor de oudere versie van de mobiele editie, die werd gebruikt bij het activeren van de gang lichten. Toen de geremasterde updatepatch werd gelanceerd, werd de audio echter net zo gewijzigd als in de originele pc-versie.
- Tijdens de productie, bij het overwegen van het vierde personage, kwam Cawthon eerst met een wolf-animatronic. Nadat hij dit idee had afgewezen, bedacht hij een bever-animatronic, maar omdat hij te veel deed denken aan Mr. Chipper van Chipper and Son's Lumber Co., werd de bever-animatronic vervangen door Foxy. In Five Nights at Freddy's: Security Breach verschijnt de eerste wolf-animatronic, haar naam is Roxanne "Roxy" Wolf.
- Als een animatronic een jumpscare uitvoert vlak voor 6 uur 's ochtends heeft de speler de nacht mogelijk voltooid, indien de schreeuw maar gedeeltelijk hoorbaar is.
- Freddy is altijd de laatste van de animatronics die na Chica en Bonnie van het showpodium komt. Dit geldt ook voor tijdens de Custom Night als Freddy's A.I. is ingesteld op 20, terwijl de andere A.I.'s veel lager zijn.
- De lach die wordt gehoord terwijl Freddy beweegt, is eigenlijk een audiofragment van een giechelend meisje, maar dan vertraagd.
- Als de speler op Freddy's neus klikt op de "CELEBRATE!" poster van het kantoor, dan maakt deze een piepend geluid.
- Bonnie wordt vaak aangezien als een vrouw, omdat "Bonnie" een traditioneel vrouwelijke naam is. Hetzelfde geldt voor Foxy. Dit werd indirect als onwaar bewezen door Scott Cawthon en Foxy wordt door Phone Guy officieel 'hij' genoemd.
- Volgens Scott Cawthon is Bonnie een van de twee engste animatronics van de serie, aangezien hij tijdens de ontwikkeling van het spel verschillende nachtmerries over Bonnie heeft gehad.
- Chica werd door veel fans aangezien voor een eend. Dit kan zijn omdat ze een gele kleur heeft in plaats van de witte of bruine kleur van een stereotiepe kip en omdat haar snavel lijkt op een eendenbek. Bij inspectie van haar voeten en alliteratieve naam is het echter duidelijk dat ze een kip is. Chica werd ook bevestigd als een kip door Scott Cawthon, in een discussie over de mechanica van het spel.
- Chica, als een vogel die niet tot de ganzen behoort,[2] zou in werkelijkheid geen tanden moeten hebben. Ze heeft echter een rij tanden aan de onderkant van haar snavel.
- Het geluid van de jumpscares is overgenomen uit sci-fi-horrorfilm Inseminoid.[3] Het geluid van de jumpscare van Golden Freddy is in feite hetzelfde geluid, alleen is de pitch verlaagd, de baslijn is verhoogd en de schreeuw klinkt 35% langzamer.